# Кронпринцесса Цецилия (лайнер)
SS Kronprinzessin Cecilie — океанский лайнер, построенный в Штеттине, Германия (ныне Щецин, Польша), в 1906 году для компании Hapag-Lloyd, который имел самую большую паровую поршневую машину, когда-либо установленную на судне. Последний из четырёх кораблей класса Kaiser, он также был последним немецким кораблём, построенным с четырьмя трубами. До начала Первой мировой войны выполнял трансатлантические рейсы между портом приписки Бремен и Нью-Йорком.
4 августа 1914 года в море после выхода из Нью-Йорка развернулся и вошёл в Бар-Харбор, штат Мэн, где позже был интернирован нейтральными Соединёнными Штатами. После того, как эта страна вступила в войну в апреле 1917 года, корабль был захвачен, передан ВМС США и переименован в USS Mount Vernon (ID-4508). Во время службы в качестве войскового транспорта «Маунт-Вернон» был торпедирован в сентябре 1918 года. Несмотря на повреждения, корабль смог отойти для ремонта и вернулся в строй. В октябре 1919 года Маунт-Вернон был передан в ведение армейской транспортной службы в составе Тихоокеанского флота, базировавшегося в Форт-Мейсоне в Сан-Франциско. USAT Маунт-Вернон был направлен во Владивосток, Россия, для транспортировки элементов Чехословацкого легиона в Триест, Италия и немецких военнопленных в Гамбург, Германия. По возвращении из этого рейса, длившегося с марта по июль 1920 года, корабль был передан Совету судоходства Соединённых Штатов и стоял на стоянке на Соломоновых островах, штат Мэриленд, до сентября 1940 года, когда он был списан в Бостоне, штат Массачусетс.

## Утилизация
В начале Второй мировой войны американцы предложили судно англичанам в качестве транспорта, которые отказались под предлогом того, что оно было слишком старым. Корабль был сдан на металлолом в Бостоне 13 сентября 1940 года.